# Rhyacophila hyalinata
Rhyacophila hyalinata är en nattsländeart som beskrevs av Banks 1905. Rhyacophila hyalinata ingår i släktet Rhyacophila och familjen rovnattsländor. Inga underarter finns listade i Catalogue of Life.